# Dušan Savić (football, 1985)
Pour les articles homonymes, voir Dušan Savić et Savić.
Dušan Savić est un footballeur macédonien, né le 1er octobre 1985 à Niš. Il évolue au poste d'attaquant.

## Palmarès
- FK Pobeda Prilep
  - Champion de Macédoine en 2007.

- FK Rabotnički Skopje
  - Vainqueur de la Coupe de Macédoine en 2009.